# كريس موريسي
كريس موريسي (بالإنجليزية: Chris Morrissey)‏ هو عازف قيثارة أمريكي، ولد في 1980.